# Union française des industries des cartons, papiers et celluloses
 (octobre 2016).
Si vous disposez d'ouvrages ou d'articles de référence ou si vous connaissez des sites web de qualité traitant du thème abordé ici, merci de compléter l'article en donnant les références utiles à sa vérifiabilité et en les liant à la section « Notes et références ».
 (octobre 2016).
L'Union française des industries des cartons, papiers et celluloses (COPACEL) est un syndicat professionnel qui rassemble les producteurs de pâte, papiers et cartons français avec pour objet de :
- promouvoir leurs intérêts dans tous les domaines de leur activité
- harmoniser l'action de ses membres
- assurer leur représentation auprès des Pouvoirs Publics et des parties prenantes de la société civile

COPACEL est également chargée de la collecte et de l'analyse d'informations statistiques et économiques, de la promotion de l'image de l'Industrie et de ses produits ainsi que de la diffusion d'informations sur les thèmes professionnels.
La COPACEL est présidé par Philippe d'Adhémar, ingénieur diplômé de l’Ecole centrale de Lille, directeur général d'International Paper France qui a remplacé en 2019 Agnès Roger, docteur-ingénieur en chimie dirigeante d'Arjowiggins. Le nouveau président a pour ambition de positionner son secteur comme acteur majeur de la bioéconomie et de l'économie circulaire.
La COPACEL est membre du Mouvement de l'Intersecteur Papier Carton (MIP) qui fédère 13 organisations